# Drechslera gigantea
Drechslera gigantea är en svampart som först beskrevs av Heald & F.A. Wolf, och fick sitt nu gällande namn av Seiya Ito 1930. Drechslera gigantea ingår i släktet Drechslera och familjen Pleosporaceae.   Inga underarter finns listade i Catalogue of Life.